# HLB VT 200
De VT 200 ook wel Alstom type Coradia LINT 41 genoemd is een dieselmechanisch motorrijtuig of treinstel, een zogenaamde light train met lagevloerdeel voor het regionaal personenvervoer van de Hessische Landesbahn GmbH (HLB).

## Geschiedenis
De LINT is ontworpen door fabrikant Linke-Hofmann-Busch (LHB) uit Salzgitter. Het acroniem LINT staat voor "Leichter Innovativer Nahverkehrstriebwagen". De treinen vervangen oudere treinen.
De Hessische Landesbahn GmbH werd in 1955 opgericht. Het hoofdkantoor is gevestigd in Frankfurt am Main. De aandelen zijn in bezit van de deelstaat Hessen.
Tot 2005 werd de bedrijfsvoering uitgevoerd door de Frankfurt-Königsteiner Eisenbahn AG, de Butzbach-Licher Eisenbahn AG en de Kassel-Naumburger Eisenbahn AG.
De treinen worden van LNVG Niedersachsen geleased.

## Constructie en techniek
Het treinstel is opgebouwd uit een aluminium frame met een frontdeel van GVK. Typerend aan dit treinstel is de toepassing van Scharfenbergkoppeling met het grote voorruit. De treinen werden geleverd als tweedelig dieseltreinstel met mechanische transmissie. De trein heeft een lagevloerdeel. Deze treinen kunnen tot drie stuks gecombineerd rijden. De treinen zijn uitgerust met luchtvering.

## Treindiensten
De treinen worden door Hessische Landesbahn GmbH (HLB) ingezet op de volgende trajecten.
- Königsteiner Bahn, SE 12: Frankfurt (Main) Hbf - Frankfurt-Höchst - Königstein
- Sodener Bahn, RB 13: Bad Soden am Taunus - Frankfurt-Höchst
- Taunusbahn, SE 15: Frankfurt (Main) Hbf - Bad Homburg - Usingen - Grävenwiesbach - Brandoberndorf
- Taunusbahn, RB 15: Bad Homburg - Usingen - Grävenwiesbach - Brandoberndorf